# Forgeot-Trayssac
Automobiles Forgeot-Trayssac war ein französischer Hersteller von Automobilen.

## Unternehmensgeschichte
Das Unternehmen aus Levallois-Perret begann 1924 mit der Produktion von Automobilen. Der Markenname lautete Forgeot-Trayssac. Im gleichen Jahr endete die Produktion.

## Fahrzeuge
Die Basis der Fahrzeuge bildete das Ford Modell T. Außerdem wurden Teile von Peugeot verwendet. Für den Antrieb sorgte ein Vierzylindermotor. Der Karosseriehersteller Mom fertigte die Sedanca-De-Ville-Karosserie. Der Kühlergrill ähnelte dem Kühlergrill von Rolls-Royce-Fahrzeugen.